# Їталь Абуґзір
Їталь Абуґзір (англ. Ytai Abougzir; нар. 22 лютого 1983) — колишній американський тенісист.
Найвищу одиночну позицію світового рейтингу — 929 місце досяг 3 листопада 2003, парну — 653 місце — 20 серпня 2007 року.

## Титули на юніорських турнірах Великого шлему

### Парний розряд (1)
| Ранг | Дата                                        | Турнір                                 | Покриття                 | Партнер         | Суперники                        | Рахунок     |
| ---- | ------------------------------------------- | -------------------------------------- | ------------------------ | --------------- | -------------------------------- | ----------- |
| 1.   | Відкритий чемпіонат Австралії з тенісу 2001 | Відкритий чемпіонат Австралії з тенісу | Корт з твердим покриттям | Лусіано Вітулло | Френк Данцевич Джованні Лапентті | 6–4, 7–6(5) |